# Kanton Neuilly-l'Évêque
Neuilly-l'Évêque is een voormalig kanton van het Franse departement Haute-Marne. Het kanton maakte deel uit van het arrondissement Langres. Het werd opgeheven bij decreet van 17 februari 2014, met uitwerking op 22 maart 2015.

## Gemeenten
Het kanton Neuilly-l'Évêque omvatte de volgende gemeenten:
- Andilly-en-Bassigny
- Bannes
- Beauchemin
- Bonnecourt
- Celsoy
- Changey
- Charmes
- Chatenay-Vaudin
- Dampierre
- Frécourt
- Lecey
- Neuilly-l'Évêque (hoofdplaats)
- Orbigny-au-Mont
- Orbigny-au-Val
- Poiseul
- Rolampont